# Улитин, Борис Александрович
Бори́с Алекса́ндрович Ули́тин (урождённый Ви́нер; 17 декабря 1939, Ленинград — 29 января 2025, Санкт-Петербург) — советский и российский актёр театра, кино и дубляжа, Заслуженный артист Российской Федерации (1993).

## Биография
Родился 17 декабря 1939 года в Ленинграде.
В 1961 году окончил Ленинградский театральный институт имени А. Н. Островского.
С 1961 по 1976 год служил в Ленинградском театре комедии.
В 1977—1982 годах — актёр Театра имени Ленсовета.
С 1984 года — вновь в труппе Театра комедии.
Умер 29 января 2025 года на 86-м году жизни в Санкт-Петербурге.

## Фильмография
- 1963 — Каин XVIII — Авель
- 1977 — Человек-невидимка — Гоулд, учитель
- 1978 — Захудалое королевство — Трактирщик
- 1980 — Поздние свидания — мужчина на похоронах
- 1990 — Destino (telenovela) — все мужские роли
- 1992 — Третий дубль —  гость
- 1993 — Ты у меня одна — капитан медицинской службы
- 2005 — Подлинная история поручика Ржевского — дворецкий Ржевских
- 2010 — Клеймо
- 2011 — Чужой район — Борис Борисович
- 2012 — Время Синдбада — Александров
- 2015 — Ленинград 46 — продавец пластинок

## Награды
- 1993 — Заслуженный артист Российской Федерации
- 2004 — Медаль ордена «За заслуги перед Отечеством» II степени[4]
- 2009 — Орден Дружбы[5]